# Коронавірусна хвороба 2019 в Англії
Епідемія коронавірусної хвороби 2019 в Англії — це поширення пандемії коронавірусної хвороби 2019 на територію Англії. Перші 2 випадки хвороби у цій частині Великої Британії офіційно зареєстровано 31 січня 2020 року в готелі міста Йорк у двох китайців. Двома основними державними органами, відповідальними за охорону здоров'я в Англії, є Національна служба охорони здоров'я Англії (NHS) і Служба громадської охорони здоров'я Англії (Public Health England, PHE). Національна служба охорони здоров'я Англії контролює бюджет, планування, постачання та повсякденну роботу введення в експлуатацію закладів охорони здоров'я в Англії, тоді як завдання PHE полягає в «захисті та покращенні здоров'я нації та усуненні нерівності в медичному забезпеченні». Станом на 14 вересня 2021 року в Англії було зареєстровано 6237505 випадків хвороби і 117955 смертей внаслідок коронавірусної хвороби. У січні 2021 року було оцінено, що близько 22 % жителів Англії хворіли на COVID-19.
Охороною здоров'я в Шотландії, Уельсі та Північній Ірландії керують місцеві уряди, але в Англії немає місцевого уряду, тому охорона здоров'я в ній знаходиться у прямій відповідальності уряду Великої Британії. Оскільки кожна частина Великої Британії має різну політику та пріоритети, зараз між цими системами існують значні відмінності.

## Хронологія

### Графік заходів
| 13–23 березня 2020 року: закриття економіки та перший локдаун |                                                                                | |           |
| Прем'єр-ліга призупинена спочатку до 3 квітня 2020 року. Вона повернулася 17 червня 2020 року | 13 березня 2020                                                                | |           |
| Закриття ресторанів, кафе, магазинів не першої необхідності, шкіл і нічних клубів | 20 березня 2020                                                                | |           |
| Національний локдаун. Всі повинні залишатися вдома, якщо це не щоденні вправи для здоров'я | 23 березня 2020                                                                | |           |
| 11 травня 2020 — 4 липня 2020: послаблення карантину |                                                                                | |           |
| Людям дозволяється зустрічатися з іншою особою з іншого домогосподарства на вулиці, але залишатися на відстані 2 м (6 футів) один від одного. Спорт на свіжому повітрі, наприклад гольф або теніс, дозволено з членами вашої сім'ї або з однією особою з іншої родини, дотримуючись соціальної дистанції. Домогосподарствам дозволялося проїжджати будь-яку відстань в Англії до таких місць, як парки та пляжі, але не до Уельсу чи Шотландії. | 11 травня 2020                                                                 | |           |
| Можуть знову відкритися автосалони та автопричепи, спортивні об'єкти на відкритому повітрі та непродовольчі ринки. Заборона виходити з дому замінюється забороною залишатися на ніч поза домом, за деякими винятками. Зустріч людей з кількох домогосподарств обмежена шістьма людьми на вулиці та в приміщенні | 1 червня 2020                                                                  | |           |
| Англійська Прем'єр-ліга повертається після 100-денної перерви | 17 червня 2020                                                                 | |           |
| Відновлено роботу перукарень і ресторанів | 4 липня 2020                                                                   | |           |
| 30 червня 2020 — 14 жовтня 2020: запровадження локальних локдаунів і правила 6 | 30 червня 2020 — 14 жовтня 2020: запровадження локальних локдаунів і правила 6 | Лестер переходить на карантин після зростання кількості випадків захворювання, а до жовтня 2020 року — багато інших місць | 30 червня |
| 14 вересня 2020 |                                                                                | |           |
| Набирають чинності правила щодо COVID-19, які визначають три рівні обмежень, які застосовуються за необхідності в географічних зонах. Вони замінюють і скасовують існуючі місцеві правила блокування. Район міста Ліверпуль першим віднесено до найсуворішого рівня. | 14 жовтня 2020                                                                 | |           |
| В Англії починається другий локдаун із правилами, подібними до першого, за винятком шкіл і університетів, які залишаються відкритими | 5 листопада 2020                                                               | |           |
| 2 грудня 2020 — 4 січня 2021 : пом'якшення обмежень і поява Альфа-варіанту |                                                                                | |           |
| Другий локдаун в Англії закінчується о 12:01, і приймається система другого рівня. Дозволено знову відкрити спортзали, перукарні та магазини не першої необхідності. Уболівальникам дозволено повернутися на майданчик Англійської футбольної ліги вперше з березня, глядачі відвідують шість місць. До 1000 уболівальників дозволено в Лутон і Вікомб, тоді як Карлайл, Чарльтон, Шрусбері та Кембридж можуть впустити 2000 | 2 грудня 2020                                                                  | |           |
| Перша людина, яка отримала щеплення в Англії | 8 грудня 2020                                                                  | |           |
| 4 січня 2021 — 8 березня 2021: третій національний локдаун |                                                                                | |           |
| Прем'єр-міністр Джонсон виступає з телевізійним зверненням, у якому він оголошує про черговий локдаун для Англії з правилами, подібними до тих, що були в березні 2020 року. Людям дозволяється виходити з дому лише з важливих причин, які включають роботу, щоденні фізичні вправи, необхідні покупки та лікування. Школи закриваються з наступного дня, хоча вразливі діти та діти ключових працівників все ще можуть відвідувати, а дошкільні заклади залишаються відкритими, а студенти університетів не повертатимуться до кампусу, а натомість матимуть онлайн-навчання. Іспити в кінці року знову скасовуються. Масовий спорт призупинено, але не елітний спорт | 4 січня 2021                                                                   | |           |
| Прем'єр-міністр Борис Джонсон оприлюднив чотириетапний план для припинення обмежень, введених у зв'язку з COVID-19, в Англії до 21 червня. | 22 лютого 2021                                                                 | |           |
| Школи відкриті, з обов'язковим носінням масок для учнів середньої та вищої школи | 8 березня 2021                                                                 | |           |
| 8 березня — 19 липня 2021: Зняття обмежень |                                                                                | |           |
| Паби, ресторани, перукарні, спортзали та магазини не першої необхідності можуть знову відкритися | 12 квітня 2021                                                                 | |           |
| Маски для обличчя більше не є обов'язковими для студентів, а інші обмеження також пом'якшені | 17 травня 2021                                                                 | |           |
| В Англії вперше з березня 2020 року зафіксовано 0 смертей від COVID-19 за добу | 1 червня 2021                                                                  | |           |
| Прем'єр-міністр Борис Джонсон оголошує, що пом'якшення обмежень Англії щодо COVID-19, заплановане на 21 червня, буде відкладено на чотири тижні, до 19 липня. Однак обмеження на весілля буде знято. | 14 червня 2021                                                                 | |           |
| Понад 60 тисяч людей можуть відвідати півфінальний матч Євро-2020 між Англією та Данією на стадіоні Уемблі, тобто стадіон заповнений на 75 %. | 7 липня 2021                                                                   | |           |
| 19 липня 2021 — обмеження щодо COVID-19 послаблено, але пізніше посилено через поширення варіанту Omicron |                                                                                | |           |
| В Англії скасовано останній етап COVID-обмежень, що дозволить знову відкрити нічні клуби та скасує правила соціального дистанціювання, а також пом'якшить правила закриття обличчя.. | 19 липня 2021                                                                  | |           |
| Вакцинація відкрита для підлітків 12–15 років | 22 вересня 2021                                                                | |           |
| Набувають чинності нові правила, які дозволяють повністю вакцинованим мандрівникам, які повертаються до Англії, здавати тести на антитіла замість ПЛР-тестів. | 24 жовтня 2021                                                                 | |           |
| Німецький різдвяний ярмарок у Бірмінгемі повертається після його скасування у 2020 році. Захід менший, ніж у попередні роки, і міська рада Бірмінгема попереджає, що він може змінитися або закритися, якщо обмеження COVID повернуться. | 4 листопада 2021                                                               | |           |
| Повернення масок для учнів загальноосвітніх шкіл у міських районах. | 29 листопада 2021                                                              | |           |
| Відвідувачі нічних клубів і великих заходів повинні пред'явити перепустку Національної служби здоров'я COVID для входу. | 15 грудня 2021                                                                 | |           |
| Будь-хто старше 65 років, хто не отримав ревакцинацію протягом 4 місяців після другої дози, або будь-хто, хто спочатку отримав однодозову вакцину J&J/Janssen до 15 жовтня, але не отримав другу дозу до 15 грудня, повинні отримати бустерну дозу, щоб повторно активувати свій пропуск здоров'я. | 15 грудня 2021                                                                 | |           |
| Уряд Великобританії повідомляє, що в школах Англії потрібно носити маски для обличчя, коли заняття відновляться після Різдва | 3 січня 2022                                                                   | |           |

### Вересень 2019— січень 2020: підозрювані випадки
У травні 2020 року агентство BBC повідомило, що у кількох учасників хору в Йоркширі розвинулися симптоми, схожі на COVID-19, незабаром після того, як партнер одного з учасників хору повернувся з відрядження до китайського міста Ухань 17 або 18 грудня 2019 року.
Раніше, у березні 2020 року, повідомлялося, що 50-річний чоловік зі Східного Сассекса мав симптоми COVID-19 20 січня після повернення з Ішгля в Австрії; на курорті проводилось розслідування, оскільки нібито адміністрація курорту не повідомила про ймовірні випадки хвороби. У трьох членів його родини, 2 друзів з Данії та одного з американського штату Міннесота, були такі самі симптоми.
У червні 2020 року BBC повідомило, що було виявлено, що COVID-19 у Великій Британії мав принаймні 1356 джерел інфікування, переважно з Італії (наприкінці лютого), Іспанії (з початку до середини березня) та Франції (з середини до кінця березня). У тому ж місяці повідомлялося, що 53-річна жінка захворіла 6 січня 2020 року, через два дні після повернення з курорту Обергургль в Австрії.
За повідомленням преси, у серпні 2020 року коронер графства Кент засвідчив, що смерть Пітера Еттвуда (84 роки) 30 січня 2020 року була пов'язана з COVID-19 («інфекція COVID-19 і бронхопневмонія», згідно з електронним листом від 3 вересня, після виявлення COVID-19 в його легеневій тканині), що стало першою підтвердженою смертю від цієї хвороби в Англії та Великій Британії. Перші симптоми у нього з'явилися 15 грудня 2019 року. Еттвуд не виїжджав за кордон.
У листопаді 2020 року повідомлялося, що 66-річний чоловік відчув симптоми COVID-19 незабаром після повернення з відпустки в Італії у вересні 2019 року, подібні симптоми спостерігались і в його 44-річної доньки. Раніше вчені висловлювали припущення про появу COVID-19 в Італії ще у вересні 2019 року.

### Січень 2020
31 січня два члени сім'ї громадян Китаю, які зупинилися в готелі в Йорку, один з яких навчався в Університеті Йорка, стали першими підтвердженими випадками COVID-19 у Великій Британії. Після підтвердження діагнозу їх перевели з навчальної лікарні Університету Галла до спеціалізованого ізолятора, розгорнутий у відділенні важких інфекційних захворювань у лікарні «Royal Victoria Infirmary» в Ньюкасл-апон-Тайні.
Того ж дня евакуаційний рейс з Уханя приземлився в аеропорту «Бриз Нортон», і пасажирів, у жодного з яких не було симптомів, помістили на карантин у житловий будинок для персоналу лікарні «Arrowe Park Hospital» на півострові Віррел. До цього точилися суперечки щодо того, чи повинен уряд сприяти репатріації британських громадян із найбільш постраждалих районів Китаю, чи взагалі обмежити транспортне сполучення з постраждалими регіонами. Частині британських громадян в Ухані поінформували, що вони можуть евакуюватись, але їх подружня пара або діти з паспортами материкового Китаю не можуть евакуюватися з ними. Пізніше це було скасовано, але затримка означала, що частина громадян спізнилися на рейс.

### Лютий 2020 року
6 лютого в Брайтоні повідомили про третій підтверджений випадок хвороби в чоловіка, який нещодавно їздив до Сінгапуру перед відвідуванням гірськолижного курорту у Верхній Савої у Франції. Від нього під час перебування у Франції перед поверненням до Великобританії 28 січня інфікувалися 6 його родичів. Після підтвердження його результату служба охорони здоров'я Великої Британії розширила кількість країн, повернення з яких з грипоподібними симптомами, такими як гарячка, кашель і утруднене дихання, які з'явились протягом останніх 14 днів, вимагали самоізоляції та виклику невідкладної допомоги. До цих країн входили Китай, Гонконг, Японія, Макао, Малайзія, Республіка Корея, Сінгапур, Тайвань і Таїланд.
10 лютого загальна кількість випадків хвороби в Англії досягла 8, оскільки було підтверджено ще 4 випадки в осіб, пов'язаних із хворим чоловіком із Брайтона. У всьому світі хвороба поширилась на 28 країн. Вранці 10 лютого державний секретар з питань охорони здоров'я та соціального забезпечення Мет Генкок оголосив про вступ у дію закону про коронавірусну хворобу, яким працівникам охорони здоров'я надаються «посилені повноваження» для утримання хворих осіб і тих, які мали ризик інфікування вірусом, на ізоляції. Того дня лікарня «Arrowe Park» у Мерсісайді та готель і конференц-центр «Kents Hill Park» у Мілтон-Кейнсі перетворені на ізолятори для хворих коронавірусною хворобою. Наступного дня BBC News повідомило, що 2 з 8 підтверджених випадків у країні були сімейними лікарями. Дев'ятий випадок був підтверджений у Лондоні 11 лютого.

### Березень 2020 року
1 березня було зареєстровано нові випадки у Великому Манчестері, які не виїжджали за кордон, ймовірно частина з них мали контакт з хворими з Суррею.
2 березня ще в 4 осіб в Англії підтвердився позитивний результат тестування на коронавірус. Усі вони нещодавно приїхали з Італії; нові хворі проживали в Гартфордширі, Девоні та Кенті. Повідомлялося, що загальна кількість випадків у Великій Британії досягла 40, хоча після додаткового тестування ця кількість зменшена до 39. Наступного дня, коли кількість підтверджених випадків у Великій Британії досягла 51, уряд країни оприлюднив свій «План дій проти коронавірусу», у якому було зазначено, що Велика Британія вже зробила, та що планує робити далі.
2 березня зареєстрована перша смерть від COVID-19 у будинку для людей похилого віку, але на той момент дані про цей випадок ще не були опубліковані.
3 березня було зареєстровано перші три смерті в лікарнях у Ноттінгемі, Ессексі та Бакінгемширі.
15 березня в усіх управліннях Національної служби охорони здоров'я була запущена система нагляду за госпіталізацією хворих COVID-19 в Англії.
17 березня Національна служба охорони здоров'я Англії повідомила, що всі нетермінові операції будуть відкладені з 15 квітня, щоб звільнити 30 тисяч ліжок у лікарнях. Крім того, багато хворих були переведені в будинки для людей похилого віку, спочатку вважалося, що це спричинило важкі випадки хвороби та, як наслідок, смерть у будинках для людей похилого віку, однак пізніше прийшли до думки, що ці хворі були причиною передачі інфекції в широких верствах населення. Також 17 березня канцлер скарбниці Ріші Сунак повідомив, що буде надано 330 мільярдів фунтів стерлінгів під гарантії кредитів для підприємств, які постраждали від пандемії.
Станом на 18 березня в лікарнях з COVID-19 перебувало понад 1000 хворих. Ця кількість стрімко зростала і до 31 березня перевищила 11 тисяч. Кількість госпіталізацій зросла з менш ніж 700 на день 20 березня до понад 2400 на день до 31 березня.
До 20 березня секвенування геному виявило 10 ліній вірусу COVID-19 в Англії (A, B, B1, B10, B10.2, B11, B12.1, B5, B8, B9). Дослідження, проведене на ранній стадії поширення хвороби, показало, що дані узгоджуються з великою кількістю незалежного завезення вірусу у Велику Британію з різних куточків світу, зокрема з Італії та інших європейських країн. Дуже ймовірно, що справжня кількість незалежних завезень була значно вищою.
Станом на 31 березня Англія була найбільш постраждалою частиною Сполученого Королівства з понад 21 тисячею підтверджених випадків хвороби; у березні було близько 4500 смертей у лікарнях, але понад 6700 хворих, які одужали, були виписані з лікувальних закладів.
Дані управління національної статистики по Англії та Уельсу свідчили про те, що до 31 березня в Англії було зареєстровано понад 200 смертей від COVID-19 у будинках для людей похилого віку та понад 200 смертей вдома.

### Квітень 2020 року
2 квітня була досягнута максимальна кількість госпіталізацій за добу під час першої хвилі (близько 3 тисяч хворих), кількість смертей за добу в лікарнях від COVID-19 того дня перевищила 600.
12 квітня кількість хворих у лікарнях досягла піку під першої хвилі в 18974 госпіталізованих, а кількість щоденних госпіталізацій внаслідок COVID-19 скоротилася до менше 1900; зафіксовано понад 700 смертей від COVID-19 у лікарнях.
Станом на 24 квітня за даними реєстрації служби охорони здоров'я в Англії та Уельсі показали, що 19643 випадків смерті сталися в лікарнях, 5890 — у будинках для людей похилого віку, 1306 — у приватних будинках і 301 — у хоспісах. З цих смертей 1149 сталися в Уельсі.
29 квітня в Англії змінили реєстрацію повідомлення про смерть. Дані з трьох джерел тепер перехресно перевірялися зі списком людей, у яких діагноз COVID-19 підтверджено лабораторією Національної служби охорони здоров'я Англії або Служби громадської охорони здоров'я Англії. Цими трьома джерелами стали:
- дані, надані госпітальними фондами національною служби охорони здоров'я,
- дані груп громадської служби охорони здоров'я Англії (головним чином випадки смерті не в лікарнях),
- Інформація, отримана шляхом підключення системи спостереження другого покоління до демографічної пакетної служби охорони здоров'я.

Після перевірки записи об'єднуються в одну базу даних, а дублікати видаляються, щоб уникнути подвійного підрахунку.
Новий метод підрахунку смертей дав більші цифри, ніж попередній метод. 29 квітня загальна кількість смертей, повідомлена службою охорони здоров'я, становила 21400 осіб. Новий метод виявив 23550 смертей осіб, які мали позитивний результат тесту, підтвердженого лабораторіями медичних служб.
Кількість хворих із COVID-19 у лікарнях постійно зменшувалася, поки 30 квітня не становила близько 12900; щонайменше 54100 хворих були госпіталізовані в квітні з COVID-19. Загальна кількість смертей у лікарнях протягом квітня від COVID-19 перевищила 17500; ці дані свідчать про те, що у квітні було виписано близько 36 тисяч хворих після COVID-19.

### Травень 2020 року
Станом на 3 травня щоденні госпіталізації ще більше скоротилися приблизно до 1000 осіб, а виписки продовжували перевищувати кількість госпіталізованих, і таким чином кількість людей у лікарнях становила близько 10500.
6 травня в Англії було запущено додаток для дорослих із соціальної допомоги для підтримки працюючих під час спалаху COVID-19. Додаток «Care Workforce» було розроблено NHSX і «NHS Business Services Authority». Профспілка GMB, яка в тому числі об'єднує працівників медичної служби, попросила членів не використовувати додаток, заявивши, що керівники можуть ідентифікувати співробітників, які скаржилися на оплату праці, тестування та засоби індивідуального захисту, через функцію чату.
11 травня уряд опублікував ряд рівнів попередження при COVID-19, і в Англії було послаблено багато обмежень; людей, які не могли працювати вдома, заохочували повернутися до роботи, але, де це можливо, уникати громадського транспорту.
12 травня кількість людей у лікарнях впала нижче 10 тисяч, а загальна кількість смертей у лікарнях з 1 березня зросла щонайменше до 24500.
До 21 травня кількість хворих у лікарнях була меншою за 8 тисяч, а щодня їх госпіталізували близько 700.
21 травня в Англії були внесені зміни до правил карантину, щоб дозволити людям зустрічатися з однією особою з іншого домогосподарства на відкритому повітрі, але залишатися на відстані 2 метри (6 футів) один від одного. Спорт на свіжому повітрі, зокрема гольф або теніс, дозволявся з членами однієї родини або з однією особою з іншої родини, зберігаючи при цьому соціальне дистанціювання. Членам одного домогосподарства дозволялося проїжджати будь-яку відстань в Англії до таких місць, як парки та пляжі, але не до Уельсу чи Шотландії.
27 травня Мет Генкок повідомив, що служба «NHS Test and Trace» почне роботу наступного дня.
Кількість хворих на COVID-19 у лікарнях продовжувала зменшуватися, і на 31 травня становила близько 5,9 тисяч. Протягом місяця щонайменше 22400 хворих були госпіталізовані з COVID-19, кількість смертей у лікарнях склала близько 5200, і близько 23900 хворих були виписані.

### Червень 2020 року
У дослідженні, опублікованому 8 червня, яке включало дані секвенування геному, було зроблено висновок, що в середині та наприкінці лютого більшість завезених випадків припадала на поїздки до Італії. До 1 березня більшість таких випадків змінилися на Іспанію, а в середині березня знову змінилися на Францію; через запроваджені обмеження на подорожі кількість завезених випадків після середини квітня була на дуже низькому рівні. За підрахунками, близько половини завезених випадків припадали на громадян Великої Британії, які поверталися на батьківщину. У період до 3 травня приблизно 34 % виявлених шляхів передачі у Великобританії прибули з Іспанії, 29 % з Франції, 14 % з Італії та 23 % з інших країн. Менше 0,1 % з них прибули з Китаю.
До 15 червня кількість хворих у лікарнях стабільно впала приблизно до 3900, а кількість госпіталізацій скоротилася приблизно до 360 на добу, але кожного дня все ще повідомлялося про близько 50 смертей.
30 червня уряд запровадив перший локальний локдаун у Великій Британії після того, як 10 % усіх випадків хвороби в країні за останній тиждень було виявлено в Лестері. Магазини з товарами не першої необхідності в місті були змушені закритися, а громадські заклади та ресторани, які сподівалися відновити роботу 4 липня, були змушені відкласти відкриття принаймні на 2 тижні; школи в місті також були закриті для більшості учнів.
До 30 червня добова кількість випадків госпіталізації внаслідок COVID-19 становила менше 200, а добова кількість смертей від COVID-19 у лікарнях становила близько 30 осіб; загальна кількість госпіталізацій внаслідок COVID-19 становила менше 2700.

### Липень 2020 року
У п'ятницю, 24 липня 2020 року, запроваджено нові правила, які встановлюють обов'язкове носіння масок у більшості закритих магазинів, торгових центрів, банків, поштових відділень і вузлів громадського транспорту. Ті, хто порушував правила, могли бути оштрафовані на суму до 100 фунтів стерлінгів. Закривати обличчя залишалося необов'язковим в інших закритих громадських місцях, включаючи музеї, кінотеатри та перукарні. З правил були виключені місця, де носіння маски може бути «непрактичним», наприклад ресторани та спортзали. Виняток становили діти віком до 11 років, особи із фізичними чи психічними захворюваннями чи обмеженими можливостями, а також для всіх, кому це може створити значні незручності.
24 липня повідомлено, що внаслідок пандемії та втрати робочих місць майже 1000 людей звернулися до одного з ресторанів Манчестера за оголошеннями про вакансію портьє.
25 липня почали знову працювати криті тренажерні зали та басейни.
Протягом липня загальна кількість госпіталізацій з приводу COVID-19 впала приблизно до 3050, кількість смертей у лікарнях від COVID-19 скоротилася приблизно до 480, а близько 4200 хворих коронавірусною хворобою були виписані з лікарень.

### Серпень 2020 року
У серпні було найменше випадків госпіталізації (1600) з початку пандемії та смертей у лікарнях (208); кількість хворих у лікарнях 31 серпня була меншою за 500. Протягом серпня добова смертність у лікарні фактично не перевищувала 10.
Крантинні заходи, спрямовані на сповільнення поширення хвороби, були пом'якшені 15 серпня: низка закладів, зокрема казино, боулінг-клуби і конференц-зали змогли, серед низки інших закладів, знову відкритися на більшій частині території Англії. Також було дозволено виступи в приміщенні з соціально дистанційованою аудиторією (зокрема в театрах і на спортивних стадіонах), весільні церемонії за участю до 30 осіб, відкриті ковзанки та косметологічні заклади, якщо вони запровадили заходів для зменшення передачі COVID-19. Косметологічні заклади, майстри татуювань, спа-салони та салони засмаги могли запропонувати додаткові послуги, включно з доглядом за обличчям, зокрема підшивку брів.

### Вересень 2020 року
2 вересня зареєстровано мінімальну кількість госпіталізованих з початку пандемії (451); кількість госпіталізацій становила близько 60 на день на початку місяця. До 12 вересня кількість смертей у лікарнях виражалась, по суті, одноцифровим числом, але згодом зросла, і вже до кінця місяця вона становила приблизно 40 на день.
8 вересня, після зростання кількості випадків, уряд опублікував нові правила соціального дистанціювання, які набули чинності в Англії з 14 вересня. Ці заходи обмежували спілкування окремих домогосподарств групами з 6 або менше осіб (так зване «правило шести»), за винятком робочих місць чи навчальних закладів. До 18 вересня відстеження випадків COVID-19 оцінило значення коефіцієнту передачі вірусу в Англії як 1,4, що означало, що кількість випадків хвороби подвоювалися кожні 7 днів.
У вересні було госпіталізовано близько 5900 осіб. Зареєстровано близько 560 смертей у лікарнях і понад 3750 хворих, які перехворіли на COVID-19, виписали з лікарень.

### Жовтень 2020 року
У період з липня по вересень 2020 року було введено дедалі ширші та дедалі суворіші спеціальні місцеві карантинні заходи, які в багатьох областях виявилися неефективними щодо контролю за поширенням коронавірусу. В Англії всі ці місцеві правила були скасовані 14 жовтня та замінені новими правилами з 3 рівнями обмежень.
Пом'якшення обмежень і поява другого більш заразного варіанту COVID-19 призвели до того, що друга хвиля хвороби увійшла в свою пікову фазу. Кількість госпіталізацій зросла з менш ніж 6 тисяч у вересні до понад 25 тисяч у жовтні. Майже 3500 осіб, у яких підтвердився позитивний тест на COVID-19 за попередні 28 днів, померли в лікарні від COVID-19, але понад 14700 хворих були виписані з лікарень.

### Листопад 2020 року
Після прогнозів, які передбачали нестійкий тиск на систему охорони здоров'я, з 5 листопада до принаймні 2 грудня були введені в дію нові єдині національні обмеження. 8 листопада в Англії було зареєстровано 1 мільйон випадків хвороби.
Незважаючи на ці жорсткіші правила, кількість госпіталізованих протягом листопада становила понад 41200 осіб; кількість смертей у лікарні хворих з позитивним результатом тесту на COVID-19 за попередні 28 днів становила близько 8300 із 29 тисячами виписаними з лікарень. 30 листопада в лікарнях перебувало 13700 осіб. На той час було відомо, що в Лондоні на новий варіант COVID-19 припадає близько 25 % випадків.

### Грудень 2020 року
З 2 грудня національні обмеження були замінені другою версією правил рівня карантину, знову з трьома рівнями; 57 % населення було віднесено до рівня 2 і 42 % до найсуворішого рівня 3. Уряд також оголосив, що з 23 грудня по 27 грудня буде дозволено «різдвяний міхур», що дозволить особам з 3 домогосподарств зустрітися в приватних будинках і/або садах, і подорожувати між рівнями з метою зустрічі з іншими особами в тому самому міхурі.
Після того, як було повідомлено про існування нового варіанту під назвою «варіант занепокоєння 202012/01», уряд видав нові рекомендації щодо карантинних заходів та мав накласти обмеження на поїздки. До середини грудня приблизно 2/3 випадків хвороби, зареєстрованих у Лондоні, були спричинені новим варіантом вірусу. 19 грудня повідомлено, що нові заходи «четвертого рівня» буде застосовано до Бедфордширу, Беркширу, Бакінгемширу, Гартфордширу, Кента, Лондона та частини Кембриджширу, Східного Сассекса, Ессекса та Суррея, а святкування обмежені лише днем Різдва.
Ці спроби контролювати поширення хвороби під час другої хвилі мали обмежений успіх: загальна кількість госпіталізованих знову зросла протягом грудня до понад 58600, а кількість смертей у лікарнях хворих, у яких був позитивний тест на COVID-19 за попередні 28 днів, наблизилася до 10600. Незважаючи на те, що майже 39 тисяч хворих було виписано, 31 грудня в лікарнях все ще перебувало понад 22700 хворих.

### Січень 2021 року
1 січня 2021 року уряд оголосив, що всі початкові школи в Лондоні залишаться закритими. Це викликало обурення багатьох директорів і вчителів в інших областях. 4 січня відкрилася більшість початкових шкіл. Того вечора Борис Джонсон виступив із телевізійним зверненням до нації, оголосивши про третій локдаун в Англії. Правила були подібні до першого локдауну в березні 2020 року, і школи закрилися для більшості учнів 5 січня. З огляду на збільшення випадків госпіталізації гасло уряду було змінено на «Залишайтеся вдома, медична служба береже, рятуйте життя». 2 5 січня Борис Джонсон сказав, що уряд якнайшвидше повідомить про те, коли можна буде знову відкрити школи в Англії. Того ж дня міністр охорони здоров'я Мет Генкок заявив, що є перші ознаки того, що нинішні обмеження працюють, але зараз не час їх пом'якшувати.
Пік госпіталізації припав на 12 січня — 4134 хворих; пік кількості хворих у лікарнях припав майже на тиждень пізніше, 18 січня — 34336 хворих, це на понад 80 % більше, ніж було зафіксовано під час першої хвилі пандемії. У січні загальна кількість хворих із COVID-19, які були госпіталізовані, перевищила 100 тисяч, понад 22 тисячі хворих із позитивним тестом на COVID-19 за попередні 28 днів померли, але з лікарень було виписано понад 73200 хворих.
30 січня 2021 року група іммігрантів підпалила будівлю казарми у військовому таборі Шорнкліфф, де вони були тимчасово розміщені до вирішення їх подальшої долі. Серед цих іммігрантів приблизно чверть були хворі на COVID-19. Депутат парламенту від південного Ковентрі Зара Султана закликала уряд «надати їм хороше, безпечне та придатне для проживання житло».

### Лютий 2021 року
1 лютого було оголошено про поквартирне масове тестування для виявлення випадків південноафриканського варіанту SARS-CoV-2. Було проведено близько 80 тисяч тестів у 8 різних регіонах країни, де було виявлено 11 випадків, які виїздили з країни. Станом на 9 лютого загальна кількість смертей перевищила 100 тисяч. 22 лютого Борис Джонсон повідомив про дорожню карту виходу з карантину, який розпочнеться 8 березня з повторним відкриттям шкіл і коледжів, а карантин закінчиться 21 червня зі скасуванням майже всіх обмежень.
До кінця лютого кількість зареєстрованих випадків хвороби на добу була такою ж низькою, як і у вересні 2020 року: 28 лютого в Англії було зареєстровано 5080 випадків хвороби.
У лютому понад 35800 хворих госпіталізовані до лікарень з COVID-19, близько 9400 хворих з позитивним результатом тесту на COVID-19 за попередні 28 днів померли, але понад 44200 хворих одужали та були виписані з лікарень.

### Березень 2021 року
3 березня вперше з 1 листопада 2020 року в лікарнях було менше 10 тисяч хворих. 8 березня учні повернулися до очного навчання в школах і коледжах, а в середніх школах проводили швидке тестування на коронавірус. До 13 березня понад 20 мільйонів осіб отримали першу дозу вакцини, а також понад 1 мільйон осіб отримали другу дозу. У багатьох країнах Європи спостерігався сплеск заражень, однак поточна дорожня карта виходу з карантину в Англії все одно відбувалася за планом. 29 березня розпочався наступний етап пом'якшення карантину, коли люди могли збиратися групами з 6 або 2 домогосподарств на відкритому повітрі, а також знову відкрилися спортивні споруди просто неба. Захворюваність почала знижуватися наприкінці березня, реєструвалось менше 3 тисяч випадків хвороби на день.
У березні були госпіталізовані трохи більше 11400 осіб, близько 2090 осіб, у яких був позитивний результат тесту на COVID-19 за попередні 28 днів, померли в лікарнях, і понад 17 тисяч хворих були виписані з лікарень.

### Квітень 2021 року
5 квітня Борис Джонсон повідомив, що наступний етап послаблення карантину пройде за планом, а паби та магазини, що продають товари не першої необхідності, відкриються з 12 квітня. Станом на 23 квітня понад 10 мільйонів осіб були повністю вакциновані, а загальна кількість отриманих других доз перевищила 10 мільйонів. 18 квітня було оголошено про проведення одноденного «пробного» фестивалю в Сефтон-парку в Ліверпулі, який мав відбутися 2 травня того ж року, хедлайнером якого була група «Blossoms». Фестиваль став відомим тим, що це був перший фестиваль у Великій Британії за 14 місяців без соціального дистанціювання та масок після початку пандемії COVID-19.
У квітні трохи більше 4 тисяч осіб з COVID-19 були госпіталізовані; близько 450 хворих, у яких за попередні 28 днів був позитивний тест на COVID-19, померли, але понад 5400 хворих були виписані з лікарень. Кількість людей, які перебували в лікарні з COVID-19 30 квітня, становила 1161, а щоденні госпіталізації через хворобу впали приблизно до 80.
Ефективність вакцини починає ставати очевидною, оскільки дані служби охорони здоров'я показували, що відсоток усіх смертей від COVID-19 серед тих, хто перебував у будинках для людей похилого віку, знизився з приблизно 20 % на тиждень на піку до менш ніж 15 % у квітні.

### Травень 2021 року
6 травня в лікарнях було менше 1000 хворих на COVID-19; востаннє це траплялося в середині вересня 2020 року. 20 травня кількість хворих із COVID-19 у лікарні становила 749, востаннє такий рівень був у середині вересня 2020 року. Кількість випадків почала зростати ближче до кінця травня, переважно на північному заході. Це було пов'язано з поширенням варіанту Дельта (індійського варіанту).
У травні було госпіталізовано дещо більше 2600 хворих, померли в лікарнях 170 хворих, у яких був позитивний тест на COVID-19 за попередні 28 днів; понад 2700 хворих на COVID-19 одужали та були виписані з лікарень.

### Червень 2021 року
На початку червня варіант Дельта став домінуючим штамом в Англії, пов'язана з ним висока швидкість передачі призвела до незначного збільшення кількості щоденних госпіталізацій, і тепер кількість хворих у лікарнях становила близько 800. 14 червня було повідомлено, що останній крок послаблення карантину 21 червня буде відкладено на 4 тижні до 19 липня. Урядове дослідження виявило зростання на 50 % кількості хворих з 3 травня по 7 червня, а також збільшення випадків варіанту Дельта, який став домінуючим у Великій Британії. Однак зростання кількості хворих найбільше спостерігалося серед молодих невакцинованих пацієнтів. Літні, щеплені люди були менш схильні до інфікування. Третя хвиля зараження почалася в червні, і приблизно 110 тисяч ПЛР-тестів, проведених в Англії з 20 травня по 7 червня, показали, що кількість випадків COVID-19 подвоюється кожні 11 днів. Хвороба була найбільш поширеною на північному заході, й інфікованою була одна людина з 670.
Кількість госпіталізованих хворих на COVID-19 у червні була дещо вищою, ніж у травні, і становила близько 405700 осіб, а кількість осіб, які перебували в лікарні з COVID-19 наприкінці червня, була майже вдвічі більшою, ніж на кінець травня — 1560; у червні було зареєстровано 247 смертей у лікарнях хворих, у яких за попередні 28 днів був позитивний тест на COVID-19. У червні виписано понад 4100 хворих з COVID-19.

### Липень 2021 року
У липні кількість випадків почала стрімко зростати. 19 липня відбувся відкладений на 4 тижні «День Волі». Соціальне дистанціювання та носіння масок стали необов'язковими, а нічним клубам дозволили знову відкритися, однак самоізоляція залишалася обов'язковою для осіб з тісним контактом із підтвердженим випадком хвороби. 27 липня загальна кількість випадків хвороби в Англії перевищила 5 мільйонів. Незважаючи на зростання випадків, смертність і госпіталізація були нижчими порівняно з попередніми хвилями через проведення вакцинації. Захворюваність почала знижуватися після 17 липня, коли було зареєстровано 50955 випадків, однак вчені вважали, що ще занадто рано говорити, чи знизився рівень зараження.
У липні до лікарні з COVID-19 потрапили понад 19 тисяч осіб, понад 1140 хворих померли в лікарнях від COVID-19, але майже 14,5 тисяч хворих виписано після одужання.
Дані служби громадського здоров'я показали, що відсоток усіх смертей від COVID-19 серед тих, хто перебував у будинках для людей похилого віку, знизився з приблизно 20 % на піку до приблизно 10 %.

### Серпень 2021 року
Змінено правила самоізоляції: з 16 серпня особам, які контактували з позитивним випадком COVID-19, більше не потрібно самоізолюватися, якщо вони були повністю вакциновані або їм менше 18 років. З більшим соціальним та побутовим змішуванням хворих і здорових відбулося неминуче зростання кількості госпіталізацій до понад 23 тисяч; кількість осіб, які померли в лікарнях від COVID-19, майже вдвічі зросла, ніж у липні — до 2100. У серпні з лікарень було виписано понад 19800 хворих.

### Вересень 2021 року
Протягом вересня кількість осіб, які перебували в лікарнях, продовжувала зростати, а щотижнева кількість надлишкових смертей від інших причин зросла приблизно до 600. У вересні від COVID-19 померло близько 2500 осіб, і з лікарень було виписано майже 18500 хворих.
14 вересня прем'єр-міністр Джонсон попередив, що COVID-19 залишається небезпекою в Англії, з наближенням осені та зими, і оприлюднив плани уряду щодо боротьби з поширенням хвороби. Це включало продовження тестування, відстеження та визначення пріоритетності вакцинації дітей 12–15 років (з пунктами вакцинації в школах), тих, хто ще не вакцинований, і програму бустерної дози. Підприємства також заохочуватимуть добровільно використовувати картку «NHS COVID Pass».
Джонсон також обговорив «план Б», який буде реалізований у випадку, якщо національна служба охорони здоров'я опиниться під загрозою перевантаження, який включатиме відновлення обов'язкового маскового режиму в певних ситуаціях і обов'язкове підтвердження вакцинації для великих зібрань та інших громадських місць. Джонсон заявив, що реалізація «плану Б» базуватиметься на багатьох показниках (включно з госпіталізацією, кількістю хворих та іншими факторами) і «дасть нам впевненість, що нам не доведеться повертатися до карантину, як у минулому». Якщо план Б буде реалізований, то уряд приведе Англію у відповідність до обмежень, що діють у решті частин Великої Британії.

### Жовтень 2021
Конфедерація служби охорони здоров'я і Британська медична асоціація закликали уряд реалізувати «план Б» щодо COVID-19 взимку через відставання у 5 мільйонів хворих. Однак уряд заявив, що наразі не планує це робити. Кількість хворих у лікарнях наприкінці жовтня була приблизно на 50 % більшою, ніж наприкінці вересня, кількість смертей у лікарнях становила близько 2500, і було виписано приблизно 18 тисяч хворих.

### Листопад 2021 року
27 листопада перші випадки зараження варіантом Омікрон у Британії виявили в графствах Ессекс і Ноттінгемшир. Набули чинності нові обмеження, зокрема кілька африканських країн було внесено до червоного списку для подорожей, обов'язкове ПЛР-тестування для всіх, хто прибуває до Сполученого Королівства з-за меж Єдиного міграційного простору, маски стали обов'язковими в громадському транспорті та магазинах, а усі тісні контакти з випадком варіанту Омікрон потребували самоізоляції незалежно від статусу вакцинації.

### Грудень 2021 року
8 грудня Борис Джонсон оголосив, що «план Б» буде активовано в Англії через занепокоєння з приводу варіанту Омікрон і зростання кількості заражень, які він може спричинити, пояснивши, що «найкращий спосіб забезпечити, щоб усі жителі країни мали Різдво якнайближче до нормального, наскільки можливо, це запустити план Б». Працівникам порадили по можливості залишатися вдома. 10 грудня заборону на перебування без масок поширили на кінотеатри та театри. З 15 грудня перепустка «COVID Pass» стала обов'язковою для відвідування нічних клубів, заходів у закритих приміщеннях без сидіння з 500 або більше відвідувачами, заходів просто неба з 4 тисячами відвідувачів або більше та будь-яких заходів із понад 10 тисяч відвідувачів. Кількість госпіталізованих хворих у грудні була приблизно на 50 % вищою, ніж у листопаді — приблизно 33800 хворих, однак кількість смертей у лікарнях була дещо нижчою — приблизно 2500; у грудні з лікарень виписано понад 24,4 тисячі хворих.

### Січень 2022 року
19 січня 2022 року Джонсон оголосив, що обмеження «плану Б» припиняються з 27 січня. Джонсон навів на підтвердження цього прогрес у ревакцинації та повідомлення про те, що штам Омікрон досяг піку, але попередив, що «ми повинні навчитися жити з COVID так само, як живемо з грипом». У січні було госпіталізовано майже 54 тисячі осіб і понад 4700 хворих померли. У січні з лікарень виписано понад 48 тисяч хворих.

### Лютий 2022 року
У лютому хворих на COVID-19 виписали з лікарні більше (близько 32 тисяч), ніж госпіталізували (близько 30 тисяч). Ще 2800 хворих, які були інфіковані коронавірусом, померли.

### Березень 2022 року
Уряд вирішив скоротити кількість осіб в Англії, які мали б право на безкоштовну вакцинацію проти грипу восени 2022 року: люди віком 50–64 роки та школярі 11–15 років більше не мали на неї права. Нік Кей з Національної фармацевтичної асоціації сказав: «Недалеким поступком є скорочувати цей розумний захід у сфері охорони здоров'я, враховуючи, що ніхто не може напевно сказати, що ми переживемо пандемію COVID-19 до наступної зими», додавши, що лікарні будуть бути перенавантаженими роками, а безкоштовна вакцинація проти грипу допомагає людям не потрапляти в лікарню. Джулія Герріні з інтернет-аптеки «Medino» стверджувала, що вакцинація має важливе значення, оскільки «імунітет зараз нижчий, ніж будь-коли, через те, що наш організм протягом останніх двох років зазнавав меншого впливу вірусів, ніж зазвичай». У березні знову суттєво зросла кількість госпіталізованих хворих із COVID-19 (понад 52 тисячі), а кількість хворих, які померли після позитивного результату тесту на COVID-19, зросла приблизно до 3250.

### Квітень 2022 року
У квітні кількість госпіталізованих хворих із позитивним тестом на COVID-19 скоротилася до менше ніж 45 тисяч, а кількість виписаних становила близько 47 тисяч. Кількість смертей у лікарні хворих із позитивним тестом на COVID-19 склала трохи більше 4 тисяч. Безкоштовне тестування на COVID-19 було припинено для більшості осіб, а більшість лабораторій «Lighthouse», які постачали централізоване тестування на COVID-19, були закриті.

## Програма вакцинації
Програма масової вакцинації розпочалася 8 грудня 2020 року, причому пріоритет надавався людям похилого віку, особам, які за ними доглядають, а також працівникам охорони здоров'я та соціальної сфери.
Незважаючи на те, що між захворюваністю та смертністю існує певний розрив, дані служби охорони здоров'я дали можливість визначити ефективність програми вакцинації; доступні лише комбіновані дати для Англії та Уельсу. У грудні 2020 року близько 75 % смертей, зареєстрованих в Англії та Уельсі, де в свідоцтві про смерть був зазначений COVID-19, були у віковій групі 75+, після програми вакцинації до кінця березня цей показник знизився до 63 %. До кінця березня 2021 року близько 50 % населення отримали принаймні одну дозу вакцини, і в результаті загальна кількість зареєстрованих смертей від COVID-19 впала з максимального значення понад 8000/тиждень до менше 700/тиждень.
Альтернативним джерелом, яке підтверджує ефективність програми вакцинації в Англії, стали дані про смертність у лікарнях, які щодня публікувала служба охорони здоров'я. Застереження при розгляді цієї інформації полягає в тому, що близько 30 % усіх смертей від коронавірусної хвороби відбувалися не в лікарнях, і більшість із цих смертей є людьми, яким, ймовірно, було 80 років і більше. У період з 1 січня по 26 березня 2021 року спостерігалося суттєве і постійне зниження тижневої кількості смертей у лікарнях у віковій групі 80+ з 58,4 % до 49,2 %.
У червні 2021 року було підраховано, що на той момент лікарі загальної практики зробила 27,3 мільйона з 41,1 мільйона щеплень проти COVID-19 в Англії з кращими показниками проведення, ніж у «масових» центрах. Це було значно більше, ніж очікувалося.
У лютому 2022 року було висловлено занепокоєння щодо доступу маленьких дітей до вакцин проти COVID-19, після того, як було заявлено, що вони не будуть включені до шкільних програм імунізації в Англії. Відповідно до вказівок Об'єднаного комітету з вакцинації та імунізації, усі діти в Англії віком від 5 до 11 років отримають щеплення від COVID-19.

## Нормативно-правові акти
10 лютого 2020 року уряд опублікував Правила охорони здоров'я (щодо коронавірусу) на 2020 рік — законодавчий документ, що охоплює правову основу початкових урядових стратегій стримування та ізоляції, та організацію загальнонаціональних заходів на спалах коронавірусної хвороби в Англії. Інші опубліковані нормативні акти включають зміни до встановлених законом лікарняних листів (набули чинності 13 березня), і зміни до допомоги на працевлаштування та підтримки та універсального кредиту (також 13 березня).
19 березня уряд представив Закон про коронавірус 2020 року, який надає уряду надзвичайні повноваження в сферах охорони здоров'я, соціальної допомоги, шкіл, поліції, прикордонних військ, місцевих рад, похоронів і судів. Акт отримав королівську згоду 25 березня 2020 року. Закриття пабів, ресторанів і критих спортивних і розважальних закладів було введено відповідно до Правил охорони здоров'я (епідемія коронавірусної хвороби, закриття бізнесу).
23 березня уряд оголосив низку обмежень на пересування, деякі з яких пізніше були затверджені законодавчо, зокрема:
- Робити покупки товарів першої необхідності, якомога рідше;
- Рекомендована одна форма фізичних вправ на день — наприклад, біг, прогулянка або їзда на велосипеді — наодинці або з членами родини (не було введено в дію законом);
- Будь-яка медична потреба, щоб надати догляд або допомогти вразливій особі;
- Поїздки на роботу та з роботи, але лише там, де це абсолютно необхідно, і не можна перейти на домашню роботу[134].

Поправки до цього положення внесені 22 квітня та 13 травня 2020 року.

### Місцеві карантинні обмеження
В Англії до 14 жовтня 2020 року більшість карантинних обмежень внаслідок COVID-19 поширювалися на всю країну, але деякі місцеві райони, стан у яких спричиняв особливе занепокоєння, підлягали більшим обмеженням у різний час, а саме Лестер, Лутон, Блекберн і Дарвен, Бредфорд, Темсайд, Бері, Манчестер, Олдем, Рочдейл, Солфорд, Стокпорт, Траффорд, Віган, Пендл, Хайндберн, Бернлі, Колдердейл і Кіркліс. У більшості випадків наслідком місцевих карантинних обмежень було уповільнення поступового пом'якшення карантинних обмежень, які стосувалися решти країни.

### Правила рівня
В Англії місцеві правила карантину були скасовані 14 жовтня 2020 року та замінені першими правилами рівня COVID-19 в Англії. Обмеження були закріплені трьома нормативними документами, а саме:
- «Рівень 1»: Правила охорони здоров'я (коронавірус, місцевий рівень попередження про COVID-19) (середній) (Англія) 2020 (SI 2020/1103)
- «Рівень 2»: Правила охорони здоров'я (коронавірус, місцевий рівень попередження про COVID-19) (високий) (Англія) 2020 (SI 2020/1104)
- «Рівень 3»: Правила охорони здоров'я (коронавірус, місцевий рівень попередження про COVID-19) (дуже високий) (Англія) 2020 (SI 2020/1105)

Вони називалися «правилами першого рівня». Ці правила стосувалися лише Англії.
Після листопадового карантину в Правилах охорони здоров'я (коронавірус, обмеження, усі рівні, Англія) 2020 року було введено нову структуру рівнів, відому як правила другого рівня. Правила діяли з 2 грудня 2020 року до 2 лютого 2021 року з особливими умовами протягом різдвяного періоду, 23–27 грудня 2020 року.
У грудні 2020 року до правил другого рівня було додано новий четвертий рівень. Домогосподарства цього рівня додано нові обмеження, включаючи обмеження на пересування, заборону на міжнародні поїздки та заборону зустрічатися більше ніж з однією особою на вулиці. Різдвяні правила були змінені, так що лише домогосподарства 1–3 рівнів могли змішуватися з трьома іншими домогосподарствами лише на Різдво; домогосподарства четвертого рівня не могли змішуватися в святковий період.

### Обмеження на поїздки
7 травня уряд Великої Британії оприлюднив список країн з правилами карантину при поверненні до Англії.
|             | Перед в'їздом до Англії | Після прибуття в Англію | Країни |
| ----------- | --- | --- | --- |
| Червоний    | - Заповніть форму визначення пасажирів - Пройдіть тест на COVID-19 - Забронюйте готельний пакет на карантин, включаючи 2 тести на COVID-19                                                    | - Карантин у керованому готелі, включаючи 2 тести на COVID-19 | Ангола, Аргентина, Бангладеш, Болівія, Ботсвана, Бразилія, Бурунді, Кабо-Верде, Чилі, Колумбія, Конго (Демократична Республіка), Еквадор, Есватіні, Ефіопія, Французька Гвіана, Гаяна, Індія, Кенія, Лесото, Малаві, Мальдіви, Мозамбік, Намібія, Непал, Оман, Пакистан, Панама, Парагвай, Перу, Філіппіни, Катар, Руанда, Сейшельські острови, Сомалі, Південна Африка, Суринам, Танзанія, Туреччина, Об'єднані Арабські Емірати (ОАЕ), Уругвай, Венесуела, Замбія та Зімбабве. |
| Бурштиновий | - Заповніть форму визначення пасажирів - Пройдіть тест на COVID-19 - Забронюйте та сплатіть тести на день 2 та день 8 на COVID-19 для подорожей, які потрібно пройти після прибуття до Англії | - Карантин вдома або в місці перебування протягом 10 днів - Пройдіть тест на COVID-19 на 2 день або до нього та на 8 день або після нього | Афганістан, Акротірі і Декелія, Албанія, Алжир, Андорра, Ангілья, Антигуа і Барбуда, Вірменія, Аруба, Австрія, Азербайджан, Багами, Бахрейн, Барбадос, Білорусь, Бельгія, Беліз, Бенін, Бермудські острови, Бутан, Бонайре, Сінт-Естатіус і Саба, Боснія і Герцеговина, Британська антарктична територія, Британська територія в Індійському океані, Британські Віргінські острови, Болгарія, Буркіна-Фасо, Камбоджа, Камерун, Канада, Кайманові Острови, Центральноафриканська Республіка, Чад, Китай, Коморські Острови, Конго, Острови Кука, Коста-Ріка, Кот-д'Івуар, Хорватія, Куба, Кюрасао, Кіпр, Чехія, Данія, Джибуті, Домініка, Домініканська Республіка, Єгипет, Сальвадор, Екваторіальна Гвінея, Еритрея, Естонія, Фіджі, Фінляндія, Франція, Французька Полінезія, Габон, Гамбія, Грузія, Німеччина, Гана, Греція (включаючи острови), Ґренландія, Гренада, Гваделупа, Гватемала, Гвінея, Гвінея-Бісау, Гаїті, Гондурас, Гонконг, Угорщина, Індонезія, Іран, Ірак, Італія, Ямайка, Японія, Йорданія, Казахстан, Кірибаті, Косово, Кувейт, Киргизстан, Лаос, Латвія, Ліван, Ліберія, Лівія, Ліхтенштейн, Литва, Люксембург, Макао, Мадагаскар, Малайзія, Малі, Мальта, Маршаллові Острови, Мартиніка, Мавританія, Маврикій, Майотта, Мексика, Мікронезія, Молдова, Монако, Монголія, Чорногорія, Монтсеррат, Марокко, М'янма, Науру, Нідерланди, Нова Каледонія, Нікарагуа, Нігер, Нігерія, Північна Корея, Північна Македонія, Норвегія, Палестинські території, Палау, Папуа Нова Гвінея, Піткерн, Польща, Реюньйон, Румунія, Росія, Самоа, Сан-Марино, Сан-Томе і Прінсіпі, Саудівська Аравія, Сенегал, Сербія, Сьєрра-Леоне, Словаччина, Словенія, Соломонові Острови, Південна Корея, Південний Судан, Іспанія (включаючи Балеарські та Канарські острови), Шрі-Ланка, Сент-Кітс і Невіс, Сент-Люсія, Сент-Мартін і Сент-Бартельмі, Сент-Вінсент і Гренадини, Судан, Швеція, Швейцарія, Сирія, Тайвань, Таджикистан, Таїланд, Східний Тимор, Того, Тонга, Тринідад і Тобаго, Туніс, Туркменістан, Острови Теркс і Кайкос, Тувалу, Уганда, Україна, США, Узбекистан, Вануату, В'єтнам, Волліс і Футуна, Західна Сахара і Ємен. |
| Зелений     | - Заповніть форму визначення пасажирів - Пройдіть тест на COVID-19 - Замовте та сплатіть тест на COVID-19 на 2 день                                                                           | - Ви повинні пройти тест на COVID-19 не пізніше 2-го дня після прибуття - Вам не потрібно залишатися на карантині, якщо результат тесту не позитивний - Ви повинні пройти самоізоляцію, якщо NHS Test & Trace повідомить вам, що ви прибули до Англії з людиною, у якої позитивний результат тесту на COVID-19. | Австралія, Бруней, Фолклендські острови, Фарерські острови, Гібралтар, Ісландія, Ізраїль, Нова Зеландія, Португалія (включаючи Азорські острови та Мадейру), Сінгапур, Південна Георгія та Південні Сандвічеві острови та острови Святої Єлени, Вознесіння та Трістан-да-Кунья. |

## Вплив епідемії

### Фінанси та економіка
У другій половині березня 2020 року один мільйон британських робітників подав заявку на отримання допомоги за програмою «Universal Credit». 20 березня уряд оголосив про програму збереження робочих місць у зв'язку з COVID-19, згідно з якою він пропонуватиме гранти компаніям на виплату 80 % зарплати персоналу щомісяця до 2500 фунтів стерлінгів на особу, якщо компанія тримає персонал на заробітній платі. Схема охоплюватиме тримісячну заробітну плату та діятиме заднім числом до початку березня. Після тритижневого продовження карантину по всій країні дію програми було продовжено до кінця червня 2020 року. Спочатку схема діяла лише для тих працівників, які почали працювати на своїй компанії 28 лютого 2020 року або раніше; пізніше це було змінено на 19 березня 2020 року, за день до оголошення схеми, що дозволило 200 тисячам працівників додатково стати частиною програми. У перший день роботи схемою скористалися 140 тисяч компаній. Пізніше схему було продовжено до кінця жовтня, коли канцлер казначейства заявив, що з серпня компанії повинні будуть робити внески в 80 % зарплати співробітників, які покриває уряд. Було заявлено, що виконання цієї схеми коштує 14 мільярдів фунтів стерлінгів на місяць, причому майже чверть усіх працівників у Британії були звільнені роботодавцями протягом двох тижнів після початку роботи програми. Рішення продовжити схему збереження робочих місць було прийнято, щоб уникнути масових звільнень, банкрутств компаній і потенційного рівня безробіття, якого не було з 1930-х років.
У березні було оголошено про програму підтримки доходів самозайнятих осіб. За цією програмою виплачувався грант у розмірі 80 % прибутку самозайнятих осіб у розмірі до 2500 фунтів стерлінгів щомісяця для компаній, чий торговий прибуток становив менше 50 тисяч фунтів стерлінгів у 2018—2019 фінансовому році або в середньому менше 50 тисяч фунтів стерлінгів за останні 3 фінансові періоди чи податкові роки. Службі доходів і митниці Її Величності було доручено зв'язатися з тими, хто відповідав вимогам, і грант оподатковувався. Уряд також оголосив про відстрочку сплати податків на 6 місяців. Самозайняті працівники, які виплачують собі заробітну плату та дивіденди, не охоплювалися програмою, і натомість вони повинні були подати заявку на програму збереження роботи. Програма запрацювала 13 травня. Вона запрацювала раніше запланованого часу, і людям було запропоновано подати заявку на конкретну дату між 13 і 18 травня на основі їхнього унікального податкового номера. Заявники отримували свої гроші до 25 травня або протягом 6 днів після завершення подання заявки. Станом на 15 травня більше 1 мільйона самозайнятих осіб подали заявки на участь у програмі.
17 березня уряд повідомив про створення Фонду грантів для роздрібної торгівлі, закладів гостинності та відпочинку, і зміни до Фонду грантів для малого бізнесу. Виплати Фонду грантів для малого бізнесу було змінено з 3 тисяч фунтів стерлінгів до 10 тисяч фунтів стерлінгів, тоді як Фонд грантів для роздрібної торгівлі, закладів гостинності та відпочинку виплачував гранти до 25 тисяч фунтів стерлінгів. На гранти цих фондів було виділено 12,33 мільярда фунтів стерлінгів, а на початку травня було додатково надано ще 617 мільйонів фунтів стерлінгів. До 25 квітня лише близько 50 % відповідних підприємств отримали фінансування.
23 березня уряд повідомив про програму позик на випадок перерви в бізнесі через COVID-19 для малого та середнього бізнесу, та програму корпоративного фінансування для великих компаній. Уряд після скарг заборонив банкам вимагати особистих гарантій за кредитами на суму менше 250 тисяч фунтів стерлінгів на випадок переривання бізнесу через COVID-19. 3 квітня повідомлено про програму позики на випадок перерви у великому бізнесі у зв'язку з COVID-19, яку пізніше було змінено, щоб включити більше компаній. У травні сума, яку компанія могла позичити за схемою, була підвищена з 50 мільйонів до 200 мільйонів фунтів. Було введено деякі обмеження щодо компаній, що брали участь у схемі, включаючи виплату дивідендів і бонусів членам правління. 20 квітня уряд оголосив про програму вартістю 1,25 мільярда фунтів стерлінгів для підтримки нових інноваційних компаній, які не могли претендувати на програми порятунку від COVID-19. Уряд також оголосив про програму повернення кредитів для малого та середнього бізнесу. Ця схема пропонувала позики на суму до 50 тисяч фунтів стерлінгів, і була безвідсотковою протягом першого року до застосування процентної ставки 2,5 % на рік, причому позика поверталася протягом 6 років. Компанії, які вже отримали кредит на випадок перерви в бізнесі через COVID-19 на суму до 50 тисяч фунтів стерлінгів, могли перейти на цю схему, але мали це зробити до 4 листопада 2020 року. Схема була запущена 4 травня. Позика була на 100 % гарантована урядом і була розроблена так, щоб бути простішою, ніж схема кредиту через перерву в бізнесі. У перший день роботи банки отримали понад 130 тисяч заявок позики на повернення кредитів, понад 69500 з них було схвалено. 13 травня уряд повідомив, що він розробляє страхування комерційних кредитів, щоб запобігти відсутності страхового покриття для підприємств, які страждають від пандемії. 12 травня підприємствам було надано майже 15 мільярдів фунтів стерлінгів державної допомоги. Казначейство та Банк Англії 17 березня оголосили про розробку інструмента корпоративного фінансування COVID.
Аналітичний центр «Resolution Foundation» опитав 6 тисяч працюючих, і дійшов висновку, що 30 % людей із найнижчим доходом постраждали від пандемії порівняно з 10 % тих, хто входить до п'ятої частини осіб з найвищими доходами. Фонд заявив, що близько чверті 18-24-річних, які брали участь у дослідженні, були звільнені, а ще 9 % взагалі втратили роботу. Вони також сказали, що люди віком від 35 до 44 років мали найменшу ймовірність отримати відпустку або втратити роботу, оскільки лише близько 15 % опитаних серед них стикалися з такими наслідками. Попереднє дослідження, проведене інститутом фіскальних досліджень, прийшло до висновку, що молоді люди (до 25 років) і жінки частіше працюють у закритих під час пандемії закладах бізнес-сектору.
Видання «The Guardian» повідомило, що після того, як уряд призупинив стандартний тендерний процес, щоб контракти можна було видавати «з надзвичайною терміновістю», державні контракти на понад мільярд фунтів стерлінгів були укладені за новими прискореними правилами. Контракти передбачали надання продуктових наборів, засобів індивідуального захисту та допомогу в роботі. Найбільший контракт був переданий департаментом освіти, його вартість складала 234 мільйони фунтів стерлінгів, і він стосувався заміни безкоштовного шкільного харчування.

### Заходи національної служби охорони здоров'я

#### Призначення та самоізоляція
У березні лікарні в Англії почали скасовувати всі планові процедури. 22 березня уряд оголосив, що він попросить близько 1,5 мільйона людей (кожен в Англії з певними захворюваннями, які несуть серйозний ризик у разі інфікування) «захищатися» протягом 12 тижнів. Їх мали сповіщати поштою або текстовими повідомленнями лікарі загальної практики, і забезпечувати їм доставку ліків, продуктів харчування та предметів першої необхідності, які доставляли фармацевти та місцеві органи влади, і принаймні спочатку оплачував уряд Великої Британії. Жителям країни рекомендовано залишатися вдома, якщо вони підозрювали, що у них є симптоми COVID-19, і не відвідувати лікаря загальної практики, аптеку чи лікарню. Щоб отримати пораду, населенню було запропоновано використати спеціальну онлайн-форму самооцінки, перш ніж зателефонувати на лінію неекстреної медичної допомоги NHS 111.
Щоб уразливі хворі з хронічними хворобами могли здавати звичайні аналізи крові, не звертаючись до лікарні, з 8 квітня 2020 року «Sheffield Teaching Hospitals NHS Foundation Trust» відкрив послугу флеботомії на автомобілі, яка працювала в наметі на автостоянці біля стадіону «Шеффілд Арена». Це дозволило хворим здавати аналізи крові в автомобілі, подібно до того, як працюють виїздні бригади для взяття мазків на COVID-19. Після успішного запровадження послуги її було розширено, щоб охопити з 27 квітня всіх хворих, зареєстрованих у будь-якого лікаря загальної практики в районі Шеффілда.

#### Лікарняні ліжка
Національна служба охорони здоров'я Англії звільнила 30 тисяч ліжок, виписавши хворих, які знаходились у відносно задовільному стані, і відклала неекстрене лікування, та отримала в своє розпорядження 8 тисяч ліжок у закладах приватного сектора. Розпочались екстрені будівельні роботи, щоб збільшити потужність існуючих лікарень, зокрема, добудовано потужності на 52 ліжка у Вігані. Додаткову місткість у майже 20 тисяч ліжок було створено за допомогою мережі лікарень «Найтінгейл» у великих агломераціях по всій території Великої Британії. Використовувалася лише невелика кількість потужностей, і більшість лікарень були переведені в режим очікування, оскільки ситуація ще була невизначеною.
18 жовтня 2020 року газета «The Guardian» повідомила, що згідно зі звітом національної служби охорони здоров'я, Великий Манчестер ризикує залишитися без лікарняних ліжок під час пандемії. Дані національної служби охорони здоров'я показали, що до п'ятниці у Великому Манчестері 211 із 257 ліжок для інтенсивної терапії були зайняті, а 82 % від загальної кількості використовувалися COVID-позитивними хворими або хворими, госпіталізованими в інших критичних випадках.

#### Комунікація
Голова Партнерства охорони здоров'я та соціального забезпечення Великого Манчестера сер Річард Ліз у травні 2021 року назвав підхід Національної служби охорони здоров'я Англії до комунікацій під час пандемії «справді жахливим». Він сказав, що їхній суворий контроль над публічним спілкуванням зробив отримання важливих повідомлень для громадськості «кошмаром». Він сказав: «Ми вважали, що наявність повністю поінформованої громадськості могла б допомогти нам боротися з поширенням хвороби, але це не те, що ми отримали від національної служби охорони здоров'я. Готовність людей дотримуватись вказівок щодо COVID-19 почала слабшати, і ми хотіли донести повідомлення [що] наші лікарні були на межі падіння. Ми хотіли мати відповідальні засоби масової інформації, щоб мати можливість заходити в лікарні та розповідати цю історію, але нам знадобилася багато років, щоб отримати згоду на це». Незважаючи на те, що медичний директор Національної служби охорони здоров'я Англії Стів Повіс відхилив цю критику, десятки місцевих керівників Національної служби охорони здоров'я та співробітників з комунікацій у приватному порядку погодилися з цими зауваженнями.

### Правоохоронні органи
У березні поліцейські сили в усіх частинах Великої Британії отримали повноваження арештовувати та видавати повідомлення про фіксовані штрафи громадянам, які порушили правила карантину. Рада керівників національної поліції повідомила, що 27 березня поліція видала перші штрафи особам, які порушують правила карантину. Сума штрафу становила 60 фунтів стерлінгів і зменшувалася до 30 фунтів стерлінгів, якщо була сплачена протягом 14 днів. До 31 березня деякі поліцейські загони та окремі офіцери зазнали критики з боку різних осіб, у тому числі колишнього судді Верховного суду лорда Сумпіона., колишнього міністра юстиції Девіда Гока, колишнього канцлера скарбниці Джорджа Осборна, і групи з питань недоторканності приватного життя та громадянських свобод «Big Brother Watch», яка спостерігає за надмірним і неправильним застосуванням нових повноважень. Рада керівників національної поліції опублікувала нові вказівки щодо штрафів за порушення карантинних вимог.
За даними Національної ради начальників поліції, близько 9000 осіб отримали штрафи за порушення правил карантину в Англії та Уельсі в період з 27 березня по 27 квітня 2020 року. З 13 травня поправки до правил збільшили початковий штраф до 100 фунтів стерлінгів.
У травні 2020 року Королівська прокуратура заявила, що 56 осіб були помилково звинувачені в правопорушеннях, пов'язаних з пандемією. В основному це було пов'язано з валлійськими правилами, які застосовуються в Англії, і навпаки. Деякі повідомлення про фіксовані штрафи, видані за порушення карантинних правил, були видані помилково. З тих випадків, коли фізична особа відмовлялася сплачувати та була притягнута до відповідальності у відкритому судовому засіданні, 25 % було визнано неправильно виданими. Надаючи докази парламенту, адвокат Кірсті Брімелоу сказала, що, ймовірно, тисячі штрафів за порушення карантинних правил були видані неправильно.
Надходили повідомлення про випадки ненависті проти італійців і китайців, а сінгапурський студент зазнав нападу в Лондоні під час нападу, який поліція пов'язувала з COVID-19. Крім того, надходили повідомлення про те, що молоді люди навмисно кашляли та плювали в обличчя іншим, у тому числі повідомлено про інцидент за участю медичних працівників.
9 травня 2020 року поліція розігнала акцію протесту проти карантину в Лондоні, в якій взяли участь близько 40 осіб. Вважається, що це був перший подібний протест у Великій Британії після протестів в інших країнах. Повідомлялося, що на вихідні 16 травня було заплановано близько 60 протестів, поліція заявила, що готується їх розігнати. Протести відбулися в Лондоні та Саутгемптоні, на лондонській демонстрації кілька протестувальників були заарештовані та оштрафовані.
У жовтні поліція розігнала весілля на 100 гостей в нічному клубі «Tudor Rose» в Саутоллі, оскільки воно порушувало закони про соціальну ізоляцію. Представник поліції сказав, що власника можуть оштрафувати на 10 тисяч фунтів стерлінгів.

#### Шахрайство
Місцеві органи влади виявляли підроблені товари, включаючи набори для тестування, маски для обличчя та дезінфікуючі засоби для рук. Також надходили повідомлення про шахрайство, пов'язане зі схемою заміни шкільного харчування та випадки, коли люди видавали себе за державних службовців, працівників міської влади чи ІТ-працівників.
Під час випробування додатка для відстеження контактів на острові Вайт «Chartered Trading Standards Institute» виявлено докази фішингового шахрайства. При цьому одержувачі отримували текстове повідомлення про те, що вони контактували з кимось із COVID-19, і їх спрямовували на вебсайт для введення своїх особистих даних.

#### Суди та в'язниці
17 березня суди, які тривали більше 3 днів, в Англії та Уельсі були відкладені до травня. Справи, які вже розглядалися, продовжуватимуть у надії на завершення.
Уряд оприлюднив спеціальні вказівки для в'язниць у разі виявлення симптомів або випадків COVID-19, зокрема правило, згідно з яким «будь-який ув'язнений або затриманий із новим безперервним кашлем або високою температурою повинен бути поміщений в захисну ізоляцію на 7 днів». В Англії та Уельсі на момент початку епідемії було близько 83 тисячі в'язнів. 24 березня міністерство юстиції повідомило, що відвідування в'язниць буде призупинено, а ув'язнених залишатимуть у камерах. Щоб підтримувати зв'язок між ув'язненими та їхніми сім'ями, уряд пообіцяв 900 захищених телефонів для 55 в'язниць, дзвінки з яких відстежуватимуться та обмежуватимуться за часом. На засіданні комітету в той же день міністр юстиції Роберт Бакленд припустив, що 50 вагітних ув'язнених можуть бути звільнені достроково, а ще 9 тисяч ув'язнених, які очікують суду, можуть бути переведені до спецпоселень під заставу. 14 квітня міністерство юстиції замовило 500 модульних будівель, перероблених із транспортних контейнерів, щоб забезпечити додаткові одиночні тюремні камери в 7 в'язницях: «Норт Сі Кемп», «Літтлгей», «Голсі Бей», «Гайпойнт», «Мурленд», «Ліндолм енд Хамбер». Після випадку COVID-19 у в'язниці в Манчестері державний аналітичний центр «Reform» закликав звільнити 2305 правопорушників із «низьким ризиком» на короткі терміни, щоб зменшити ризик зараження COVID-19 серед ув'язнених. Колишній міністр юстиції Девід Гок повторив подібні думки, посилаючись на «відтік» ув'язнених, які потрапляють у в'язницю та виходять із неї, як на ризик здоров'ю. До 4000 в'язнів в Англії та Уельсі мали бути звільнені. Заступник директора з досліджень у Європі організації «Amnesty International» заявив, що влада Великої Британії має розглянути питання про звільнення тих, хто більш уразливий до COVID-19.
18 березня було повідомлено про перший випадок COVID-19 серед ув'язнених у Великій Британії. Ув'язненого, який відбував покарання в Манчестері (заклад, який зазвичай називають «Strangeways»), перевезли до лікарні. Хоча в жодного іншого ув'язненого або працівника в'язниці не підтверджено позитивного результату тестування на коронавірус, 13 ув'язнених і 4 співробітники були поміщені в ізолятор для запобігання поширення інфекції. 26 березня було повідомлено, що 84-річний сексуальний злочинець помер від COVID-19 22 березня у в'язниці Літтлгей у Кембриджширі, ставши першим ув'язненим у Великобританії, який помер від коронавірусної хвороби. 28 квітня міністерство охорони здоров'я виявило близько 2000 «можливих/імовірних» і підтверджених випадків COVID-19; спалахи сталися в 75 різних установах, 35 ув'язнених пройшли лікування в лікарнях, і 15 померли.

### Авіація
З другої половини січня аеропорт Гітроу отримав додаткову медичну підтримку та посилив нагляд за трьома прямими рейсами, які він приймає з Уханя щотижня; кожного мала зустріти бригада охорони здоров'я порту. Пізніше авіакомпанії, включаючи «British Airways» і «Ryanair», оголосили про скасування низки рейсів у березні.
25 березня 2020 року аеропорт Лондон-Сіті повідомив про тимчасове закриття внаслідок спалаху COVID-19. Аеропорт Гітроу закрив одну злітно-посадкову смугу з 6 квітня, а аеропорт Гатвік закрив один із двох своїх терміналів і заявив, що його злітно-посадкова смуга буде відкрита для регулярних рейсів лише між 14:00 і 22:00.

### Громадський транспорт
20 березня 2020 року компанія «Southeastern» стала першою залізничною компанією, яка повідомила про скорочений розклад руху, який почав використовуватися з 23 березня.
19 березня 2020 року мережа легких трамваїв «Stagecoach Supertram» у Шеффілді оголосила про перехід на модифікований недільний розклад з 23 березня на невизначений термін. Місцеві автобусні оператори «First South Yorkshire» і "Stagecoach Yorkshir"e, які працюють у тій же місцевості, повідомили, що вони також перейдуть на скорочений розклад з 23 березня. Автобусний перевізник «National Express» призупинив усі міжміські автобусні перевезення з 6 квітня.
Послуги компанії Transport for London скорочувалися поетапно. З 20 березня було призупинено всі послуги «Night Overground» і «Night Tube», а також усі послуги на лінії Ватерлоо-енд-Сіті, того ж дня було закрито 40 станцій метро. Мер Лондона та компанія «Transport for London» закликали населення користуватися громадським транспортом лише в разі крайньої необхідності, щоб ним могли користуватися працівники життєво необхідних закладів.
У квітні компанія «Transport for London» запровадила зміни, які заохочують пасажирів сідати в лондонські автобуси через середні або задні двері, щоб зменшити ризики для водіїв, після смерті 14 працівників компанії, включаючи 9 водіїв. Цей захід було поширено на всі маршрути 20 квітня, і пасажири більше не повинні були платити, тому їм не потрібно було використовувати картрідер біля водія.
22 квітня мер Лондона Садік Хан попередив, що у компанії «Transport for London» можуть закінчитися гроші на оплату праці персоналу до кінця квітня, якщо не втрутиться уряд.. Після того, як 23 березня Лондон ввів карантин, кількість поїздок на метро скоротилися на 95 %, а поїздок в автобусах на 85 %. 7 травня було повідомлено, що компанія «Transport for London» запросила 2 мільярди фунтів стерлінгів державної допомоги, щоб продовжити роботу послуг до вересня 2020 року. 12 травня в документах компанії з'явилось попередження, що очікується втрата 4 мільярдів фунтів стерлінгів через пандемію, і компанії знадобилося 3,2 мільярда фунтів стерлінгів, щоб збалансувати запропонований надзвичайний бюджет на 2021 рік, втративши 90 % загального доходу. Заступник мера з питань транспорту Гайді Александер сказала, що без угоди з урядом, компанії, можливо, доведеться видавати повідомлення про розділ 114' — еквівалент банкрутства державного органу. 14 травня уряд Великої Британії погодив екстрене фінансування у розмірі 1,6 мільярда фунтів стерлінгів, щоб продовжити роботу метро та автобусів до вересня.
У квітні залізнична компанія «Govia Thameslink Railway» оновила 3 потяги зі спеціальними лівреями, щоб продемонструвати свою підтримку національній службі охорони здоров'я та 200 тисячам працівників життєво необхідних галузей, які щотижня їздять на роботу по мережі GTR.

### Збройні сили
Пандемія COVID-19 вплинула на розгортання британських військ у країні та за кордоном. Навчання, зокрема в Канаді та Кенії, довелося скасувати, щоб звільнити персонал для Допоміжних сил для боротьби з COVID-19. Британську навчальну місію в Іраку, частину операції «Шейдер», довелося скоротити. На авіабазі, яка підтримувала цю військову операцію, також виявлено 9 випадків COVID-19. Британська армія призупинила безпосередній набір і базове навчання, натомість проводячи їх віртуально. Місцям навчання, такі як Королівська військова академія в Сандгерсті і HMS Raleigh, довелося адаптувати свою участь в святкових парадах. Курсантів, які брали участь, змусили стояти на відстані 2 метрів (6 футів 7 дюймів) один від одного у бойовій формі, і на трибунах не було глядачів. Церемонії, такі як зміна варти в Букінгемському палаці та військовий салют на офіційний день народження королеви, були скорочені або скасовані. Королівські військово-повітряні сили призупинили всі покази своїх команд і оркестрів, а деякі замінили показом на віртуальних дисплеях. Британська армія направила двох експертів до НАТО, щоб допомогти протидіяти дезінформації навколо пандемії.
Під час пандемії були скасовані авіашоу, включно з «Royal International Air Tattoo» на авіабазі Ферфорд. Цивільні аеропорти, включно з аеропортом Бірмінгема, використовувалися для доставки хворих на COVID-19 до місцевих лікарень за допомогою гелікоптера. Низка оборонних і аерокосмічних компаній долучилися до загальнонаціональних заходів із збільшення виробництва апаратів штучної вентиляції легень. Найбільша оборонна компанія країни «BAE Systems» також позичила свою територію аеродрому Вортон для використання як тимчасовий морг. Урядовий огляд оборони та безпеки під назвою «Інтегрований огляд» було відкладено.
Збройні сили допомагали транспортувати хворих з COVID-19 з деяких найвіддаленіших регіонів країни, таких як Шетландські острови та острови Сіллі. 23 березня 2020 року Об'єднане вертолітне командування почало надавати послуги постачання припасів. Вертольоти базувалися на авіабазі Лімінг для покриття Північної Англії та Шотландії, тоді як вертольоти авіабаз Бенсон, Одігем і Йовілтон обслуговували Мідлендс і Південну Англію.
24 березня 2020 року збройні сили допомогли спланувати та побудувати польовий госпіталь у конференц-центрі Виставкового центру Лондона під назвою «Лондонський госпіталь Найтінгейл служби охорони здоров'я». Інші польові госпіталі інтенсивної терапії пізніше були побудовані за підтримки військових у Бірмінгемі, Манчестері, Гаррогейті, Бристолі, Ексетері, Вашингтоні та Глазго. Ці госпіталі укомплектовували військові медики разом із національною службою охорони здоров'я.